# Новый Волжский мост
Новый Волжский мост (мост им. М. И. Калинина, мост им. С. М. Кирова, Новый мост, Бетонный мост) — автомобильный мост через реку Волга в Твери. Находится в черте города, между Комсомольским и Тверским проспектом. Краткое название, используемое местными жителями — Новый мост, в противопоставление Старому мосту (Староволжский мост).

## История
Бетонный Новый мост через Волгу, соединяющий Комсомольский и Тверской проспекты, сооружен в 1953—1956 годах по проекту инженера А. Б. Воловика, институт Лентрансмостпроект. При строительстве были использованы старые чугунные арки середины XIX века от бывшего Благовещенского моста, который ранее находился в Ленинградe. В 1939 году в Ленинграде закончилась перестройка старого моста, а хорошо сохранившиеся арочные конструкции из чугуна решили повторно использовать для моста в Калинине, где нужен был второй мост через Волгу. Война 1941—1945 годов задержала строительство. Мост был сдан в эксплуатацию 3 ноября 1956 года. Мосту предполагалось дать название в честь М. И. Калинина, были отлиты и установлены картуши с вензелями «МК» на быках моста, однако это название не получило распространения.

## Конструкция
Мост пятипролётный, в каждом пролёте 9 арок. Длина моста с подходами 485 метров, в том числе собственно моста 281 метр, ширина 19,6 метров (2 полосы для движения автотранспорта и трамвайное полотно), высота над поверхностью воды — 15,3 метра. Береговые пролёты из железобетонных балок, промежуточные — чугунные арки (демонтированные с моста лейтенанта Шмидта в Санкт-Петербурге при его реконструкции в 1936—1938 гг.). Пролётные строения моста — арочные. Арки и надарочные строения (тимпаны) выполнены из серого чугуна. Отливка элементов арок и надарочного строения выполнена в 40-х годах XIX века на заводе Бери, Кёртис и Кеннеди в Ливерпуле. Общее число отливок (блоков) на мосту около 900 шт. В 1994 году мост был укреплен мостостроительной компанией Мостоотряд №19.

## Движение
Автомобильное движение по мосту — 2 полосы движения (одна в каждую сторону). По Нововолжскому мосту были проложены трамвайные пути и ходили маршруты Тверского трамвая, соединявшие Заволжский район Твери с основной, правобережной частью города. По состоянию на 2016 год по мосту проходил один трамвайный маршрут № 5, а также 11 автобусных маршрутов — 30, 223, 5, 15, 101, 102, 104, 109, 121, 122, 225. С каждой стороны имеются пешеходные дорожки. По мнению специалистов, пропускная способность моста недостаточна для города, он нуждается в расширении. С 2018 года трамвайное движение по мосту не осуществляется. В 2022 году выполнен демонтаж трамвайных путей, сформировано 4 полосы для движения автомобильного транспорта (по две в каждую сторону).

## Галерея
- Опора Нового моста. В верхней части виден декоративный щит с вензелем МК - Михаил Калинин.
- Новый мост через Волгу. Вид с крыши кинотеатра «Звезда» в Твери.
- Новый и Старый мосты в холодный зимний вечер. Вид с Волги.
- Праздничная подсветка Нового моста через Волгу. Вид с набережной Афанасия Никитина в Твери